# Jerry Robinson
 (février 2023).
Si vous disposez d'ouvrages ou d'articles de référence ou si vous connaissez des sites web de qualité traitant du thème abordé ici, merci de compléter l'article en donnant les références utiles à sa vérifiabilité et en les liant à la section « Notes et références ».
Pour les articles homonymes, voir Robinson.
Jerry Robinson, né le 1er janvier 1922 à Trenton, New Jersey et mort le 7 décembre 2011, est un artiste américain de comic book connu pour son travail sur Batman durant l'âge d'or des comics.

## Biographie
Jerry Robinson naît le 1er janvier 1922 à Trenton dans le New Jersey d'un père russe émigré et d'une mère américaine. Il veut à l'origine être journaliste mais, dans les États Unis de l'après crise de 1929, il ne trouve qu'un emploi de vendeur de glace. Il est engagé en 1939 par Bob Kane, le créateur de Batman, dès l'âge de 17 ans pour qu'il l'assiste sur le comics. Il travaille durant plusieurs années sur ce personnage et participe à la création de Robin et du Joker). Il est même considéré comme le principal responsable de la création de ce personnage, bien que Bob Kane ait affirmé être le réel créateur du Joker. Il quitte en 1941 le studio de Bob Kane pour travailler pour DC Comics. Il est entre autres chargé du comic strip consacré à Batman. Bob Kane fait alors appel à George Roussos.
Pendant la guerre, Robinson travaille pour plusieurs éditeurs : Lev Gleason, Harvey Comics, Spark, Nedor Publishing. De 1946 à 1949 il s'occupe avec Mort Meskin des séries The Vigilante et Johnny Quick chez DC Comics.
Après la Seconde Guerre mondiale, Jerry Robinson quitte les comic books pour les comic strips. Il produit entre autres la série Still Life with Robinson, une bande dessinée satirique. Parallèlement, Il est le président de la National Cartoonists Society de 1967 à 1969. À partir de 1972, il est commissaire d'expositions dont le thème est la bande dessinée. Lors du différend judiciaire qui oppose Jerry Siegel et Joe Shuster à DC Comics à propos des droits d'auteurs concernant Superman, il apporte une aide remarquée aux auteurs. En 1978, il fonde la Cartoonists & Writers Syndicate/CartoonArts International. En 1979 il devient président de l'Association of American Editorial Cartoonists.

## Récompenses
- 1956 : Prix du comic book de la National Cartoonists Society
- 1963 : Prix du dessin humoristique (journal) de la NCS pour Still Life (Newspaper Panel Cartoon Award)
- 1965 : Prix spécial de la NCS pour Flubs and Fluffs
- 1989 : Prix Inkpot
- 1999 : Prix humanitaire Bob Clampett
- 2000 : Prix Milton Caniff pour l'ensemble de son œuvre
- 2004 : Temple de la renommée Will Eisner
- 2011 : Prix Sparky du Cartoon Art Museum